# Wenebojo
Wenebojo, auch Manabush, ist ein Kulturheros der Anishinabe, eines Indianervolks Nordamerikas. Die Legende berichtet, er sei aus dem Blutklumpen eines Elches entstanden, den eine alte Frau in ihrem Fäustling barg. Nach einer anderen Legende ist seine Großmutter die Erde. Sein jüngerer Bruder ist ein Wolf.
Nach seiner Geburt brachte er den Indianern viele gute Dinge wie Mais, Tabak, Heilkräuter und das Feuer. Er errettet vom Sturm, erscheint aber auch als Trickster.